# Il ciclone (commedia)
Il ciclone è una commedia in un atto unico scritta nel 1938 da Eduardo De Filippo. Il testo, inedito, non è mai stato allestito per la scena.

## Trama
Pasquale Cirillino ama burlarsi sempre delle persone, non sapendo che effetti producano i suoi scherzi. Arrivato in casa 
Loreto per trovare il suo amico Paolo, raggira la cuoca Carmela facendole credere di essere in punto di morte, mentre alla piccola Giovanna fa credere di essere stata bocciata agli esami di scuola. 
Giunto finalmente Paolo, egli gli confessa della stancante gelosia della moglie Anna, che giunge di lì a poco. Pasquale approfitta alimentando le paranoie della donna, che monta su tutte le furie credendo il marito un adultero, prepara le valigie e scappa di casa. Paolo fa per seguirla quando arriva Carmela, che va via credendo di essersi ammalata causa troppo lavoro. Arriva anche Giovanna, che scappa dalla nonna convinta di non valere nulla. 
Paolo segue la moglie e la figlia lasciando Pasquale solo in casa. Questi chiama il portiere, dicendo che i Loreto sono partiti per l'America per riscuotere una grossa eredità, e gli dice di passare a ritirare i mobili che i padroni gli hanno regalato, realizzando così un'altra burla.